# Robert Swenson
Robert Alexander „Jeep” Swenson Jr. (n. 5 ianuarie 1957, San Antonio, Texas, SUA – d. 18 august 1997, Los Angeles, California, SUA) a fost un wrestler si actor american.